# Tang Di

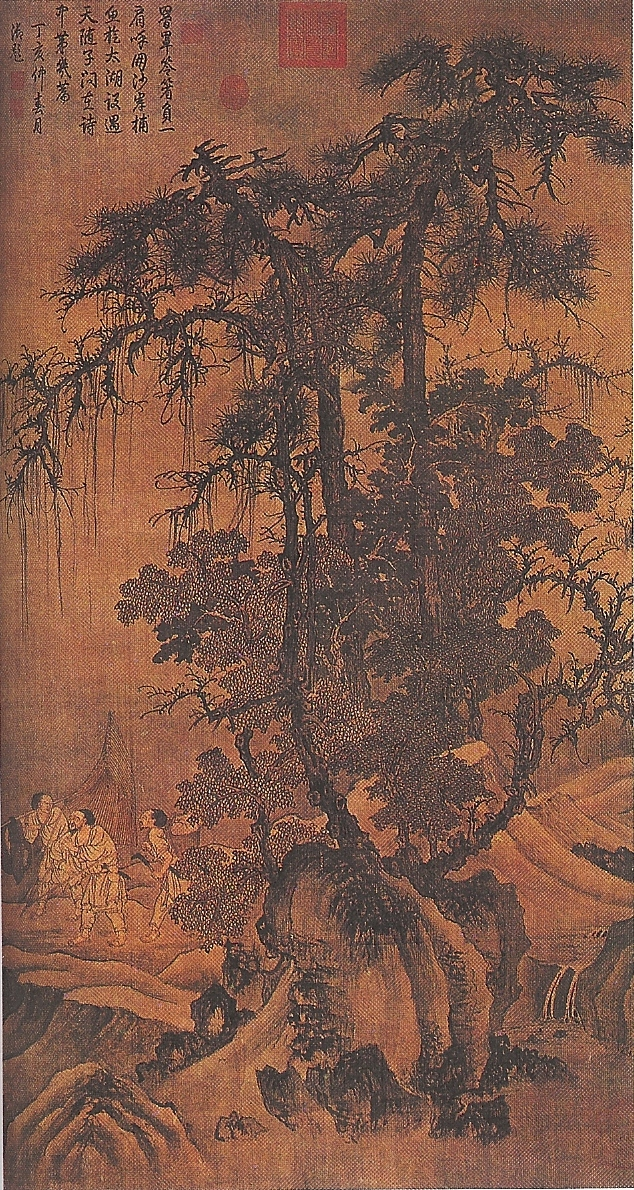
“Pescadors tornant per un bosc a l'hivern”

Tang Di (xinès: 唐棣; pinyin: Táng Dì), també conegut com a Zj Hua i Dunzhai, fou un pintor i poeta xinès que va viure sota la dinastia Yuan. Va néixer a Huzhou, província de Zhejiang, vers el 1287 i va morir el 1255 (altres fonts indiquen anys més tard). Va treballar per l'administració.
Era un pintor paisatgista que es va inspirar en Zhao Mengfu però més endavant va estar influït pels estils de Wei Yen, Li Cheng i Guo Xi. Va a començar a tenir èxit, entre l'aristocràcia, com a artista, de jove. És autor de murals del Temple Xiang anjing i de la sala Jia Xi del palau dels Yuan a Pequín. Va estar vinculat en la recuperació de les tradicions artístiques del període Song. Entre les seves obres cal mencionar Pescadors tornant per un bosc a l'hivern.